# Bruchhausen-Vilsen
Bruchhausen-Vilsen è un comune mercato di 6.005 abitanti della Bassa Sassonia, in Germania.
Appartiene al circondario (Landkreis) di Diepholz (targa DH) ed è parte della comunità amministrativa (Samtgemeinde) di Bruchhausen-Vilsen. Il 1º novembre 2011 ha assorbito il comune di Engeln.

## Geografia antropica

### Suddivisioni amministrative
Oltre al capoluogo (Bruchhausen-Vilsen), il territorio comunale include le frazioni di Berxen, Bruchhöfen, Bruchmühlen, Dille, Engeln, Gehlbergen, Heiligenberg, Homfeld, Nenndorf, Ochtmannien, Oerdinghausen, Riethausen, Scholen, Süstedt, Stapelshorn, Uenzen, Weseloh e Wöpse.